# Anton Reseneder
Anton Reseneder (* 10. April 1919 in Landau an der Isar; † 16. April 2003 in Dingolfing) war Industriekaufmann, Betriebsratsvorsitzender bei Fa. Glas/BMW und Politiker (CSU).

## Leben und Beruf
Anton Reseneder wurde als unehelicher Sohn der Dienstmagd Viktoria Reseneder in Landau an der Isar geboren. Nach dem Besuch der Volksschule erlernte er den Beruf Industriekaufmann. Von November 1938 bis März 1939 absolvierte er die dem Wehrdienst vorgelagerte Arbeitspflicht beim Reichsarbeitsdienst. Nach Beendigung begann er am 1. April 1939 als Industriekaufmann in der Hans Glas GmbH (später Goggomobil) für Land- und Sämaschinen in Dingolfing. Im August 1939 wurde er zur Wehrmacht eingezogen, wo er bis Juli 1945 an der Nordfront in Lappland diente. Nach Kriegsende begann er wieder seine Tätigkeit bei der Fa. Hans Glas, die mittlerweile in der Entwicklung von Motorrollern standen. Er übernahm nach kurzen Aufgaben im Betriebsrat und wurde im April 1949 zum Betriebsratsvorsitzenden gewählt. Im Mai 1949 heiratete er die Sekretärin Paula Huber, mit der er insgesamt 54 Jahre verheiratet war. Aus dieser Ehe ging die einzige Tochter Brigitte hervor, die am 17. Mai 1950 das Licht der Welt erblickte. Von Oktober 1956 bis November 1966 war er freigestellt als Betriebsratsvorsitzender und die letzten 8 Jahre zusätzlich als Aufsichtsratsmitglied der Fa. Hans Glas GmbH tätig. Im November 1966 wurde die Hans Glas GmbH durch BMW übernommen, woran er durch seine Tätigkeit als Abgeordneter des Bayerischen Landtags (1962–1966) maßgeblich beteiligt war. Die Glas Automobilwerke wurden Bestandteil der Bayerischen Motoren Werke. Bis Mai 1975 war er weiter Betriebsratsvorsitzender der BMW AG und Stellvertretender Vorsitzender des Gesamtbetriebsrates der BMW AG. Im Juni 1972 übernahm er noch die Aufgabe als Mitglied des Wirtschaftsausschusses der BMW AG. Als er im Mai 1975 freiwillig aus dem Betriebsrat ausgeschieden war, wurde er Referent für Sonderausgaben der BMW AG bis zu seinem Ruhestand im April 1982.

## Politik
Anton Reseneder trat 1948 in die CSU ein und war von 1952 bis 1984 als Stadtrat (Finanzausschuss, Werkausschuss und Festausschuss) der Stadt Dingolfing und von 1952 bis 1984 als Kreistagsmitglied (Kreisausschuss, Personal- und Anstaltsausschuss) des Landkreises Dingolfing tätig.

## Abgeordneter
Anton Reseneder war vom 7. Dezember 1962 bis zum 1. Dezember 1966 Mitglied des Bayerischen Landtags. Seine Parlamentarische Funktion war der Ausschuss für Sozialpolitische Aufgaben. Im Parlament vertrat er den Wahlkreis Niederbayern.

## Öffentliche Ämter
- Ehrenamtlicher Arbeitsrichter (8 Jahre)
- Verwaltungsrat der Kreissparkasse Dingolfing-Landau (12 Jahre)
- Musterungsausschuss (16 Jahre)
- Schöffe – Jugendstrafkammer beim Landgericht Landshut (4 Jahre)
- Mitglied der Kirchenverwaltung St. Josef (19 Jahre)
- Kirchenpfleger der Kirchenverwaltung St. Josef (12 Jahre)
- Kassier beim Heimat- und Volkstrachtenverein Dingolfing (40 Jahre)
- Vorstand der Krieger- und Soldatenkameradschaft (17 Jahre)

## Ehrungen
- Bundesverdienstkreuz am Bande
- Bayerischer Verdienstorden
- St. Wolfgangs – Medaille der Diözese Regensburg
- Urkunde des Bayerischen Staatsministers für langjähriges Wirken in der kommunalen Selbstverwaltung
- Urkunde des Bayerischen Staatsministers für Arbeit und Sozialordnung für 40-jährige Zugehörigkeit der BMW AG
- Bürgermedaille in Silber der Stadt Dingolfing
- Urkunde der BMW AG für 40-jährige Betriebszugehörigkeit